# Bazylika św. Antoniego z Padwy w Radecznicy
Bazylika św. Antoniego z Padwy i klasztor bernardynów – zabytkowy, barokowy kościół parafialny oraz klasztor bernardynów znajdujące się w Radecznicy w powiecie zamojskim województwa lubelskiego. Zwany jest Lubelską Częstochową.

## Objawienia św. Antoniego w Radecznicy
Historia klasztoru w Radecznicy zaczęła się 8 maja 1664 r., kiedy na wzgórzu zwanym Łysą Górą miał się objawić św. Antoni z Padwy tkaczowi Szymonowi, mieszkańcowi wioski. Wieści o cudownym objawieniu i o łaskach, jakie zostały tu udzielone, uczyniły to miejsce celem wielu pielgrzymek. Gdy wieści te dotarły do bpa Mikołaja Świrskiego, sufragana chełmskiego, zakupił całą wieś, a następnie zwrócił się do bernardynów z propozycją objęcia tu placówki. Bracia zostali tu ulokowani w roku 1667. Akt fundacyjny klasztoru datowany jest na rok 1670.
Szybko zaczęto wznosić drewniane zabudowania kościoła i klasztoru, a specjalna komisja teologów przesłuchała świadków zdarzeń i osoby, które doznały tu łask. Wnet wytworzyła się tradycja odpustów gromadzących ogromne rzesze obydwu obrządków.

## Historia kościoła i klasztoru
Murowany kościół rozpoczęto budować na stoku Łysej Góry pod kierunkiem Jana Linka, budowniczego fortyfikacji Zamościa. Prace rozpoczęto w 1686 r., a konsekrację kościoła urządzono w 1695 r. Była to masywna, barokowa budowla z dwiema wieżami, górująca nad okolicą. W głównym ołtarzu znajdował się obraz św. Antoniego, który wnet zaczęto nazywać cudownym. W 1707 r. zakończono budowę klasztoru. W jego dostępnych dla wiernych krużgankach znajdował się zespół monumentalnych obrazów wykonanych w latach 1780–1781 przez Gabriela Sławińskiego, a przedstawiających miejscowe objawienia i cuda Antoniego Padewskiego.
W wydanym po raz pierwszy w 1786 r. opracowaniu pt. „Geografia (...) Galicyi i Lodomeryi” jego autor, hrabia Ewaryst Andrzej Kuropatnicki, wspominał ów kościół ...cudami sławny z klasztorem bardzo wspaniałym; przez kilkaset wschodów wchodzić potrzeba; galerya z kolumnadą przed kościołem bardzo wspaniała; las otacza ten kościoł, w którym wiele kaplic; źródła są w kaplicach ocembrowane bardzo głębokie, dno zupełnie widać, a z otworów ziemnych rybki czasami wychodzą na dno źródeł, i widać je, i sam co to piszę, widziałem. Jak dodawał Kuropatnicki, już wówczas Niezliczone tu bywały konkursa chrześciańskiego ludu.

### Pod zaborem rosyjskim
Na lata 1815–1869 przypadł okres największego ruchu pielgrzymkowego. Powstało wtedy określenie Radecznicy jako „Częstochowy Lubelskiej”. Na odpusty schodziły się kilkudziesięciotysięczne tłumy. Dla wiernych obrządku greckokatolickiego odprawiano nabożeństwa według ich rytu.
Po powstaniu styczniowym władze rosyjskie skasowały klasztor w 1869 roku i przeznaczyły go dla grekokatolików. Rozgrabiono mienie kościoła. W klasztorze urządzono więzienie dla opornych księży unickich. W 1875 r. carat zniósł unię brzeską w Imperium Rosyjskim. W klasztorze urządzono wówczas parafię prawosławną, która jednak nie miała wiernych. Opustoszałe budynki niszczały, rozebrano część klasztoru. W 1882 r. sprowadzono tu prawosławnych mnichów, a w 1899 r. mniszki, tworząc monaster św. Antoniego w Radecznicy. Przebudowano wtedy kościół na cerkiew i zbudowano dwa nowe budynki na ochronkę i seminarium nauczycielskie, założono pracownię malarską, w której pisano ikony. W świątyni umieszczono ikonę św. Antoniego Pieczerskiego, ale odpusty obchodzono w dniu odpustu katolickiego.

### Okres I wojny światowej
Działalność prawosławnych w Radecznicy została przerwana przez I wojnę światową. W 1915 mniszki udały się na bieżeństwo. W 1916 r. dokonano rekoncyliacji kościoła, a w 1919 r. przekazano go na powrót bernardynom.

### Po I wojnie światowej
Podjęto się gruntownego remontu kościoła i klasztoru, a w budynku pozostałym po seminarium nauczycielskim urządzono Kolegium Serafickie. (1922 r.) Spełniło ono bardzo użyteczną rolę, wykształciwszy ok. 700 chłopców, z których ponad stu wstąpiło do Zakonu. Na krótko przed II wojną powstała tu również drukarnia. Odnowiono kaplicę św. Antoniego „na wodzie” i zbudowano nowe „gradusy” – schody prowadzące do kościoła.

### Po II wojnie światowej
W 1950 r. zostali aresztowani przez UB wszyscy zakonnicy, jako że w klasztorze był punkt kontaktowy Zamojskiego Inspektoratu WiN. Gimnazjum rozwiązano, a budynki zostały przekazane pod nowo otwarty szpital psychiatryczny. Bracia dopiero w 1960 r. odzyskali część budynku klasztornego. Ten stan trwa aż do chwili obecnej. W 1981 r. bp lubelski Bolesław Pylak erygował w Radecznicy parafię. Szybko też wzniesiono kościoły dojazdowe w sąsiednich miejscowościach: Chłopkowie i Podlesiu Dużym.
W 1995 r. przypadł Rok Antoniański, 800 lat od urodzin św. Antoniego. 30 lipca potężny pożar strawił świątynię. Prace renowacyjne przebiegały jednak w ekspresowym tempie i jeszcze tego samego roku biskup zamojski Jan Śrutwa dokonał poświęcenia odnowionego prezbiterium. Nowy obraz św. Antoniego w ołtarzu głównym namalował Jerzy Kumala. Od 4 lipca 2015 roku sanktuarium, dzięki decyzji papieża Franciszka, nosi tytuł bazyliki mniejszej.
W bazylice znajduje się krypta Żołnierzy Niezłomnych, gdzie spoczywają trzej żołnierze zamojskiego II Inspektoratu AK: Józef Pyś ps. „Ostry”, Paweł Kalinowski ps. „Francuz”, Mieczysław Szewczuk ps. „Włoch”, kpt Roman Szczur ps. „Urszula”.

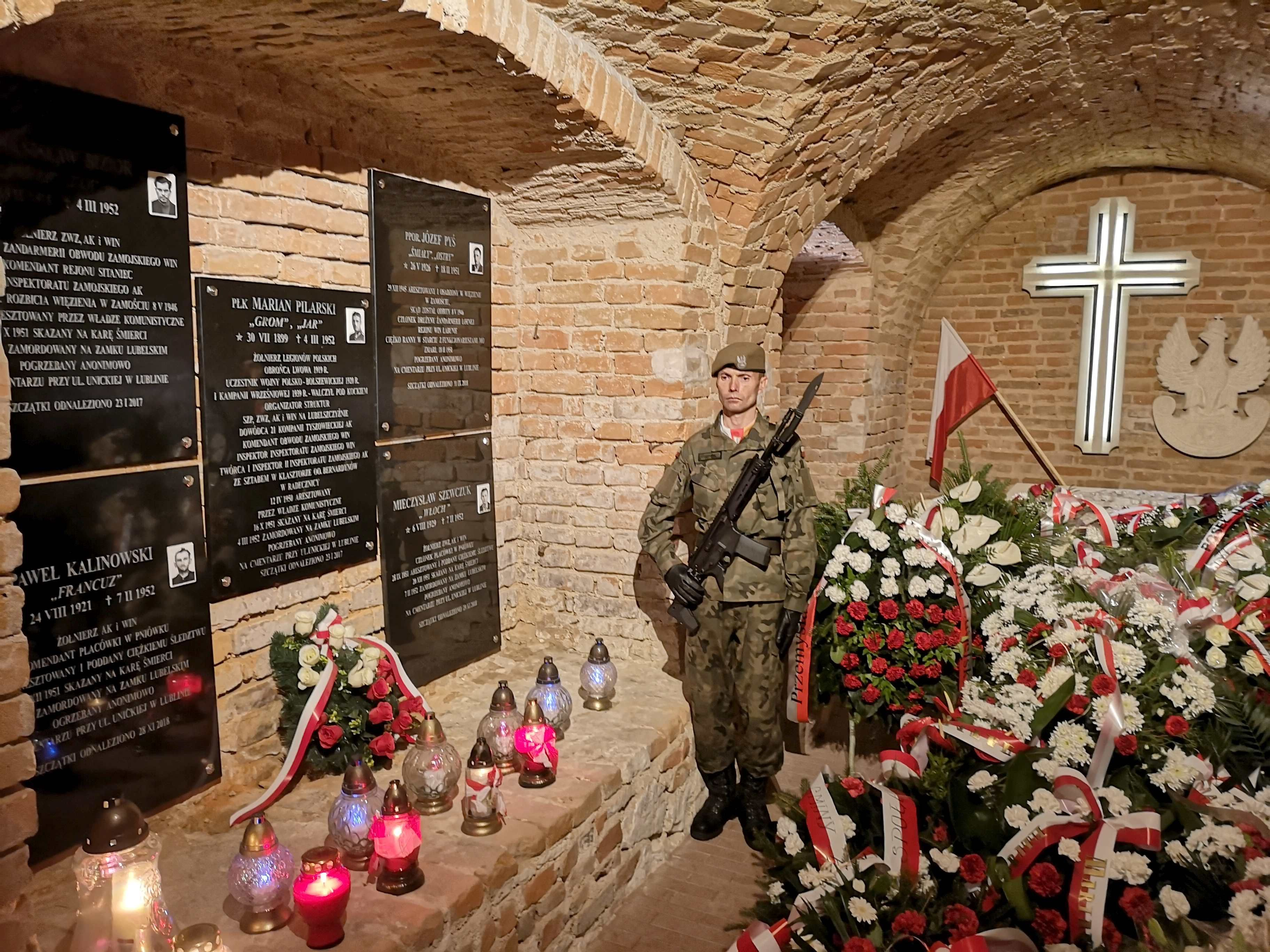
Radecznica, bazylika, Krypta Żołnierzy Niezłomnych, zdj. 1 października 2019 r

## Galeria

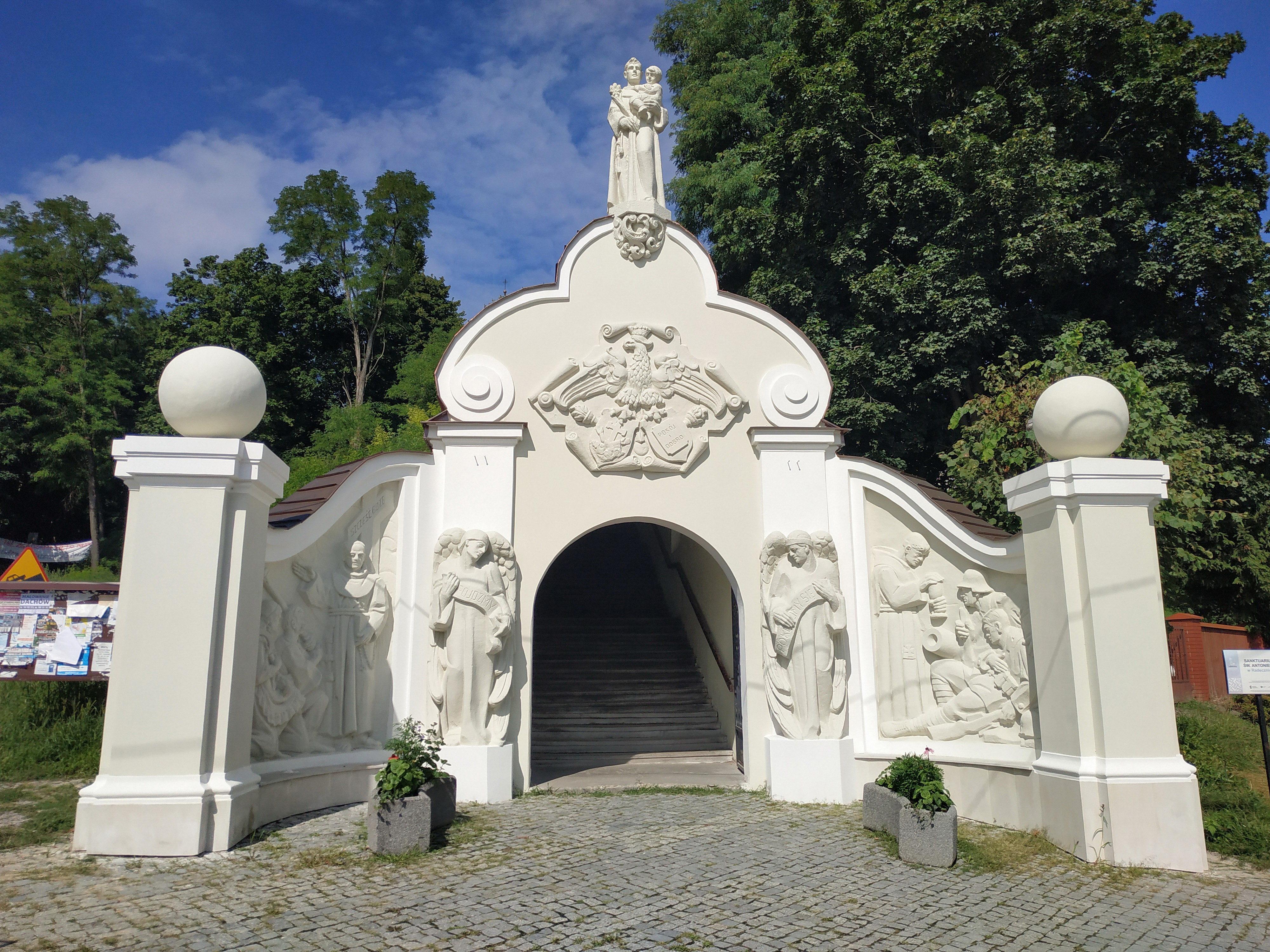
Brama wejściowa
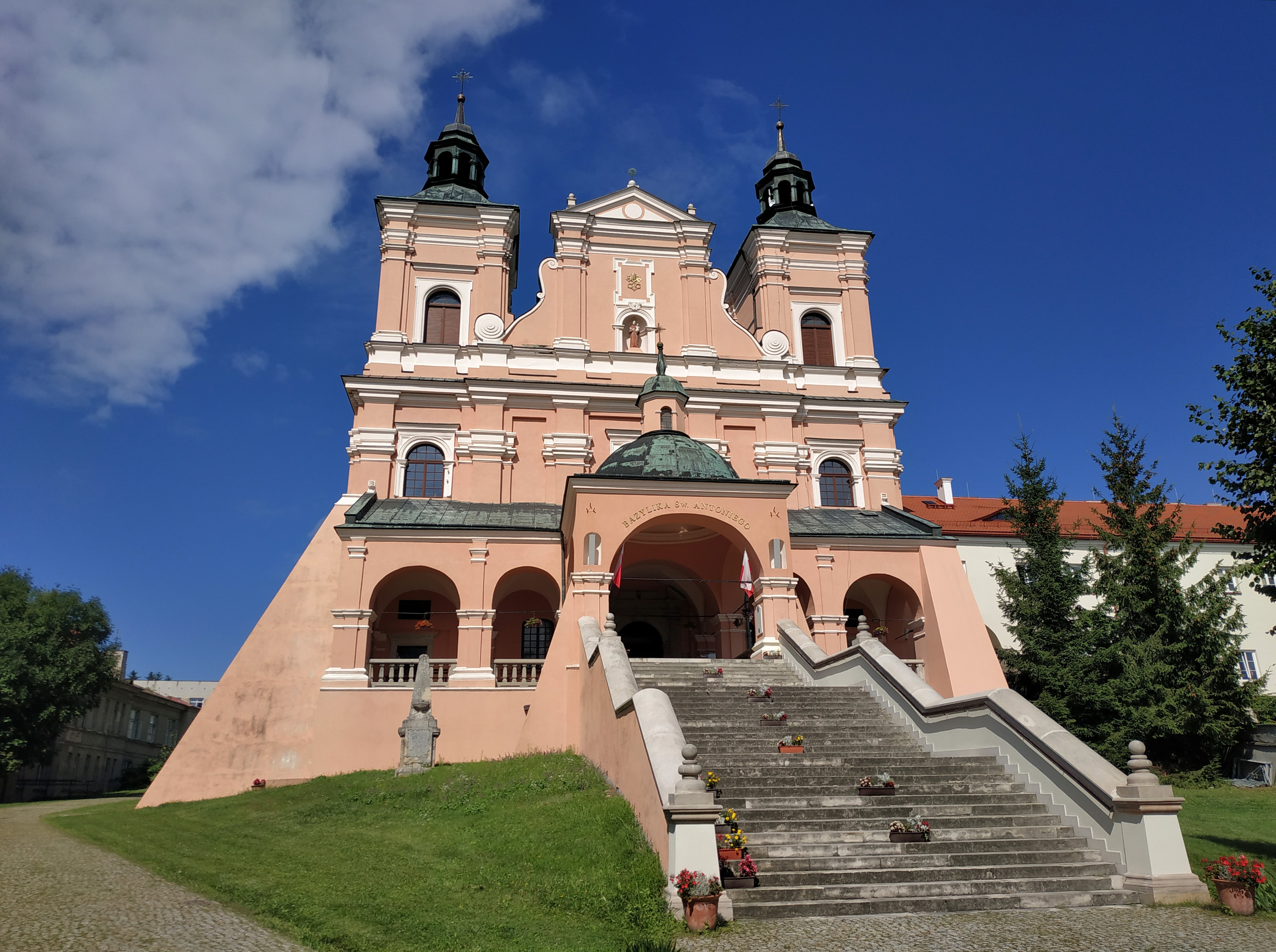
Bazylika
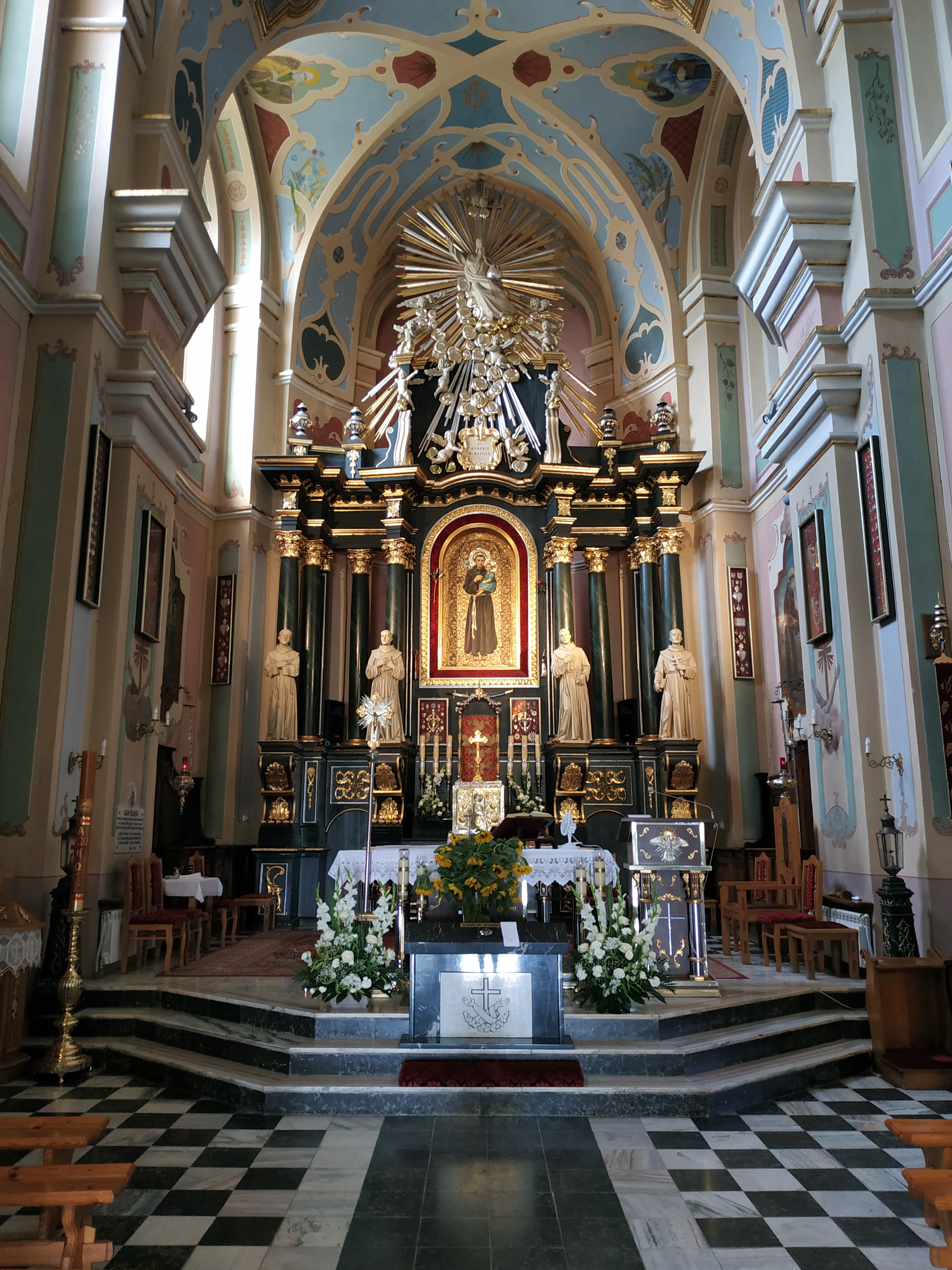
Ołtarz główny
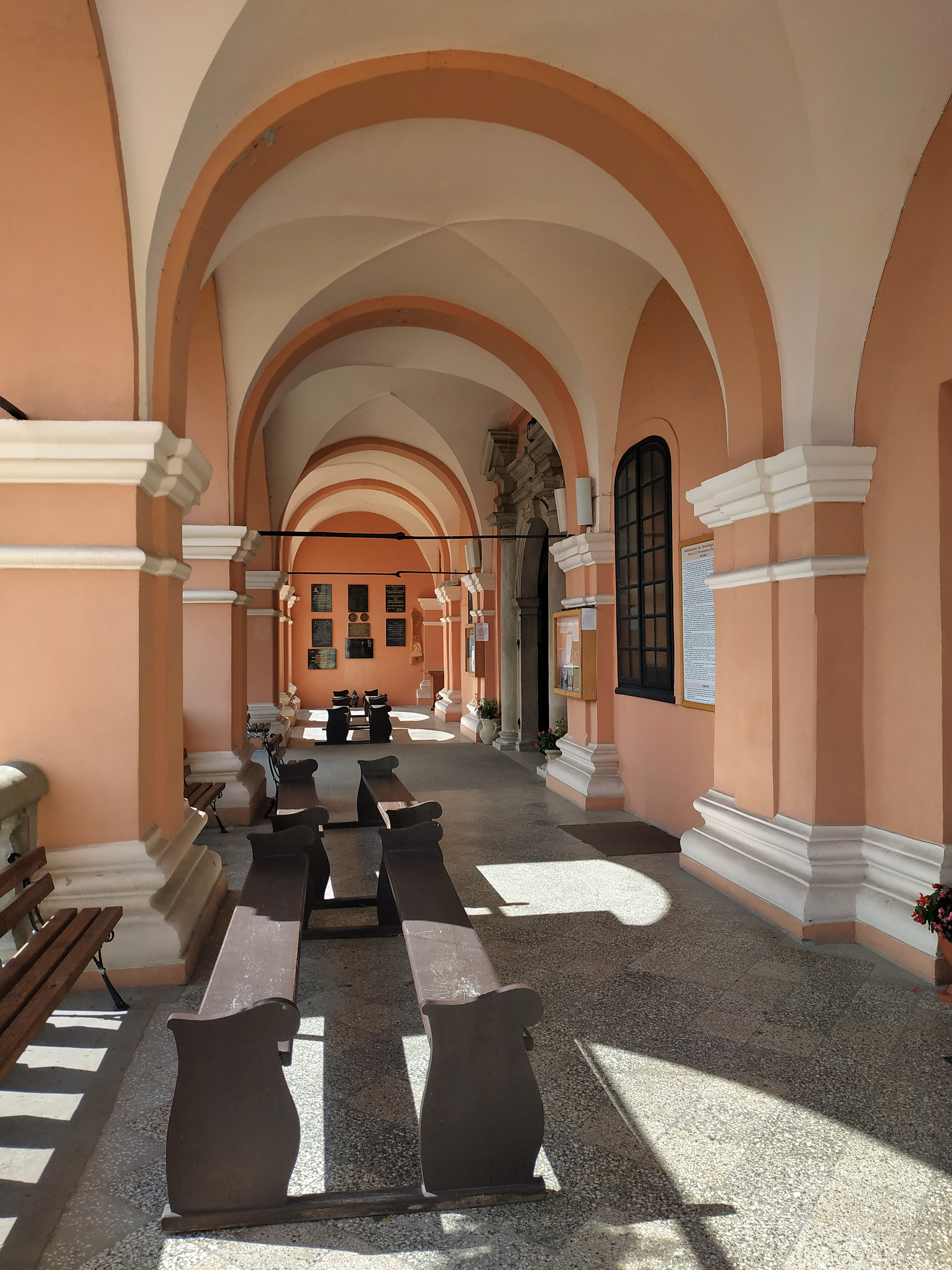
Krużganek
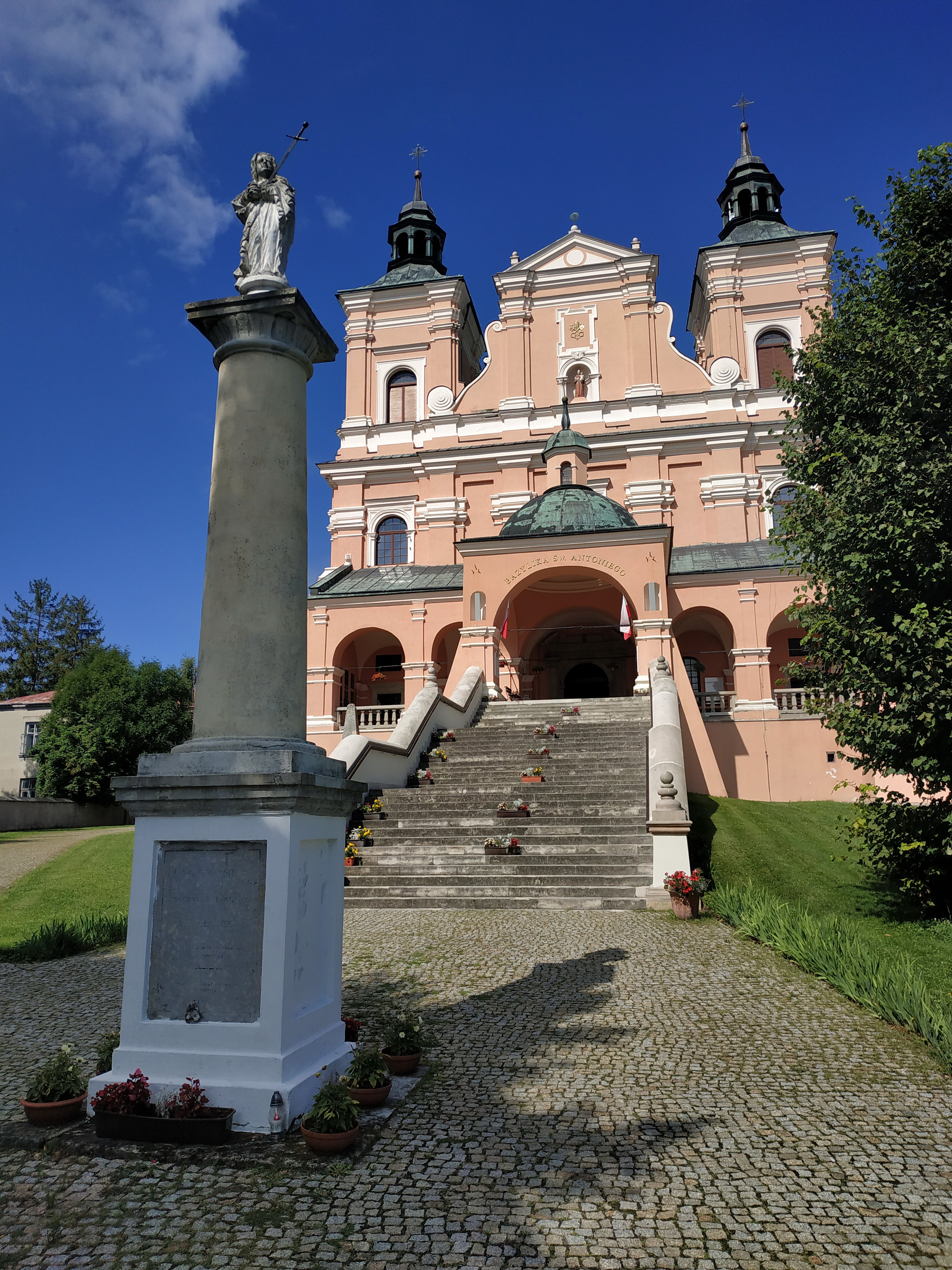
Bazylika
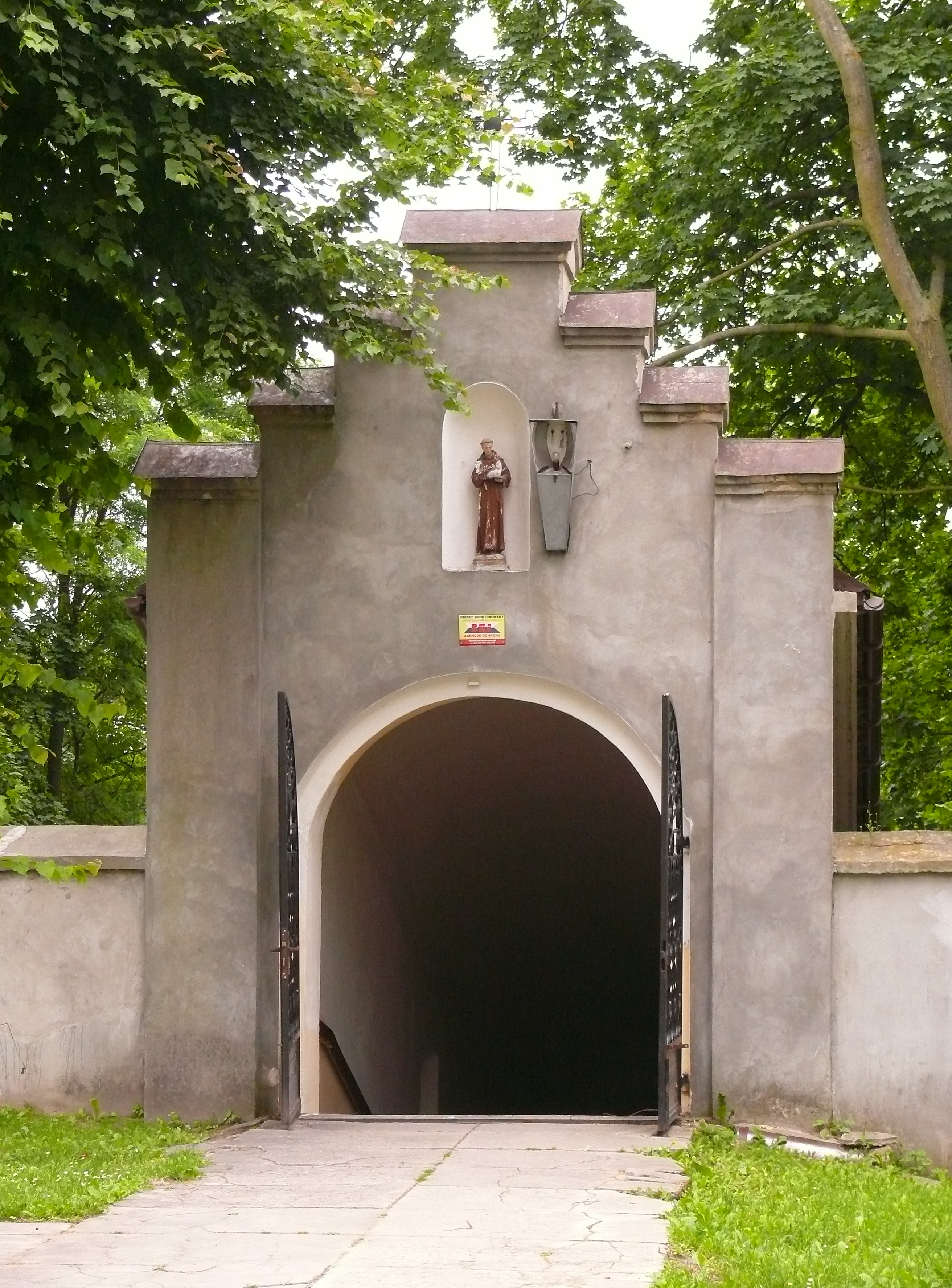
Brama i schody